# Kaple Panny Marie Růžencové (Borač)
Kaple Panny Marie Růžencové stojí v obci Borač v okrese Brno-venkov. Je chráněna jako kulturní památka České republiky. Kaple náleží pod římskokatolickou farnost Doubravník v tišnovském děkanství, v rámci brněnské diecéze.

## Historie
Kaple stojí u silnice II/387 na okraji obce a byla postavena v pozdně klasicistním slohu v letech 1853–1854. Nad vchodem je datace 1853, ale v některých pramenech je uváděn vznik v roce 1856. Před kaplí stojí mramorový kříž a vedle je pomník se jmény obětí první a druhé světové války.

## Architektura
Kaple je jednolodní zděná omítaná stavba postavená z cihel na půdorysu obdélníku s půlkruhovým závěrem a přistavěnou hranolovou věží. Fasáda je členěna oběžnou lizénou, v bočních stěnách lodi je po jednom okně se segmentovým záklenkem. Kolem lodi a závěru vede podstřešní profilovaná římsa. V průčelí je přistavěna čtyřboká věž členěná nárožními lizénami se vstupem do kaple, který je ukončen půlkruhovým záklenkem. Nad vchodem je profilovaná římsa. Věž má nízkou stanovou střechu, která přechází do dvou cibulí ukončených jehlanovou střechou s makovicí a křížem. Loď je krytá sedlovou střechou, nad závěrem je valbová střecha.